# Свято-Воскресенська церква (Острог)
Свято-Воскресенська церква — мурований храм зведений у 1903-1910 році замість старої дерев'яної церкви другої половини XVI ст. у  м. Острог, Острозького району, Рівненської області.

## Історія
Воскресенська церква у місті Острозі була зведена у неовізантійському стилі  у 1910  коштом священика Модеста Бендеровського і розташована у частині Нового міста, на правому березі річки Вілія. Відомо, що її освячення відбулося на третій день Великодня 1910 (за іншими даними у жовтні). Раніше у цій місцевості була дерев'яна церква св. Воскресіння Господнього, яка згадується у документах 1591, її закрили після сутички, що виникла у 1636 між православними міщанами та гайдуками княгині. Згодом, у 1672  була збудована нова дерев'яна церква св. Воскресіння, яка знаходилася на відстані 50-70 м. у західному напрямку від сучасної мурованої церкви. Наприкінці XIX ст. дерев'яна церква, яка простояла приблизно двісті років на березі річки, почала осідати, тож її було вирішено не відновлювати, а розібрати і збудувати на цьому місці новий мурований храм. Мурована Воскресенська церква – хрестоподібна у плані, її типове декорування гармонійно поєднується з навколишньою місцевістю, хоча загалом сакральна споруда не відповідає ансамблю острозьких будівель епохи Ренесансу.

## Радянські часи
При радянській владі храм продовжував діяти. У фондах Острозького музею зберігається фотографія церкви 1913, на звороті якої написано, що священик Модест Бендеровський надсилає своєму товаришеві по семінарії фото величного кам'яного храму святого Воскресіння Христового.

## Сучасність
У жовтні 2005 року громада Свято-Воскресенського храму Острога ухвалила рішення вийти з підпорядкування УПЦ (Московського Патріархату) і увійти в юрисдикцію УПЦ Київського Патріархату. Не згодні з такими рішеннями представники Московського Патріархату почали доводити свою правоту спочатку під стінами храму, а згодом і в суді. Рівненський апеляційний суд підтвердив скасування розпоряджень облдержадміністрації 2005 року про реєстрацію змін і доповнень до статуту парафії Свято-Воскресенського храму Острога. Тобто фактично повернув храм Московському Патріархату.
Уже в наші часи, на початку XXI ст. упродовж трьох років місцеві мешканці доклали багатьох зусиль, щоб підготуватися до 100-річного ювілею церкви, який урочисто відзначили у 2010. За ці роки було проведено її капітальний ремонт, відреставровано і позолочено купол, упорядковано навколишню територію та встановлено дев'ять нових дзвонів, більшість з яких була подарована благодійниками, імена яких не розголошуються. 
Свято-Воскресенська церква в Острозі на Рівненщині є діючим храмом УПЦ МП, відзначається своєю величчю, вважається справжньою окрасою міста і належить до пам'яток архітектури України.